# Počajna (stanice metra v Kyjevě)
Počajna (ukrajinsky Почайна), do roku 2018 také Petrivka (ukrajinsky Петрівка) je stanice kyjevského metra na Obolonsko-Teremkivské lince.
Dřívější název Petrivka, bylo podle stejnojmenné čtvrti, zatímco dnešní název je pojmenován podle řeky Počajna, levého přítoku Dněpru.

## Charakteristika
Stanice je trojlodní, pilíře jsou obloženy železobetonovými prvky. Na konci nástupiště se nachází schody vedoucí do vestibulu s pokladnou a následně další východy do tržnice Petrivka a vlakové nádraží Počajna. Na druhém konci se nachází další schody, které vedou na Oboloňský prospekt.